# Ендате Кін
Кін Ендате (яп. 円舘 金; 15 грудня 1960, Іваїдзумі, префектура Івате) — японський астроном-аматор. Закінчив школу дизайну.
Є одним з найуспішніших першовідкривачів астероїдів і комет. Астрофотографією почав займатися в середній школі, але поглиблені астрономічні спостереження почав проводити тільки з 1986 року. За час спостережень відкрив понад 594 астероїдів, більшість спільно з іншим японським астрономом Кадзуро Ватанабе.
На знак визнання його заслуг один з астероїдів названо «4282 Ендате», а інший був названий на честь його рідного міста Біхоро.